# مرة بن كعب
مرة بن كعب الجد السادس للنبي محمد بن عبد الله.

## نسبه
- هو : مرة بن كعب بن لؤي بن غالب بن فهر بن مالك بن النضر بن كنانة بن خزيمة بن مدركة بن إلياس بن مضر بن نزار بن معد بن عدنان.[1]
- أمه : مخشية أو وحشية بنت شيبان بن محارب بن فهر بن مالك بن النضر بن كنانة بن خزيمة بن مدركة بن إلياس بن مضر بن نزار بن معد بن عدنان، الفهرية القرشية.

## زوجاته
- هند بنت سرير بن ثعلبة بن الحارث بن مالك بن النضر بن كنانة بن خزيمة بن مدركة بن إلياس بن مضر بن نزار بن معد بن عدنان، من قبيلة كنانة أبناء عمومة قريش (أم كلاب.
- أسماء بنت عدى بن حارثة البارقية، وهي امرأة من قبيلة بارق الأزدية. (هي أم تيم، وأم يقظة).[2]

## أبناؤه
لمرة بن كعب ثلاثة أبناء:
- كلاب بن مرة، إليه ينحدر النبي محمد بن عبد الله صلى الله عليه وسلم وابن عمه الصحابي الجليل الإمام أمير المؤمنين علي بن أبي طالب رضي الله عنه وأيضاً الصحابي الجليل أمير المؤمنين عثمان بن عفان رضي الله عنه وأيضاً زوجة النبي محمد صلى الله عليه وسلم أم حبيبة وأبوها أبو سفيان رضي الله عنهما.
- تيم بن مرة، إليه ينحدر الخليفة الصحابي أبو بكر الصديق، وطلحة بن عبيد الله بن عامر التيمي.
- يقظة بن مرة، ابنه مخزوم جد بني مخزوم وإليه ينحدر الصحابي خالد بن الوليد رضي الله عنه.

## علاقته بنسب النبي محمد

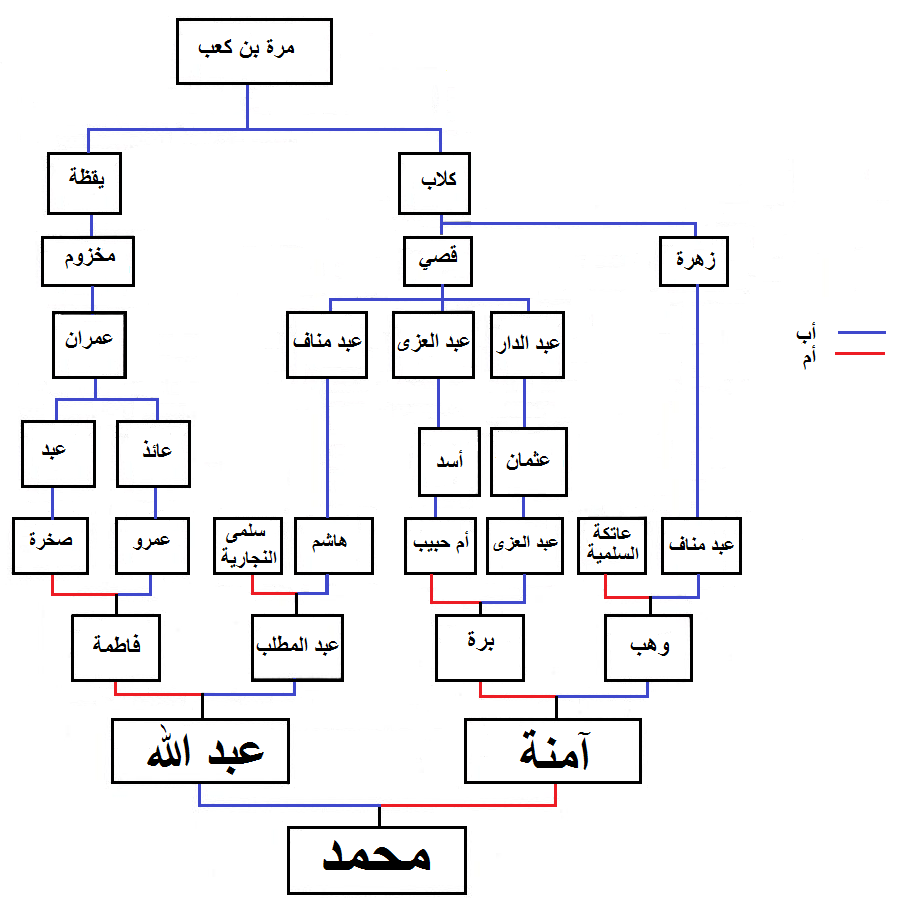

يمتاز مرة بن كعب بأنه أول جد مشترك لجميع الأجداد الأربعة للنبي محمد ﷺ، كما أنه أقرب جد مشترك لستة من آباء أجداده الثمانية، ويمكن توضيح كما يلي:
- عبد المطلب بن هاشم (جد النبي لأبيه):

أبوه: هاشم بن عبد مناف بن قصي بن كلاب بن مرة بن كعب.
أمه: سلمى بنت عمرو النجارية (ليست من نسل مرة بن كعب).
- فاطمة بنت عمرو (جدة النبي لأبيه):

أبوها: عمرو بن عائذ بن عمران بن مخزوم بن يقظة بن مرة بن كعب.
أمها: صخرة بنت عبد بن عمران بن مخزوم بن يقظة بن مرة بن كعب.
- وهب بن عبد مناف (جد النبي لأمه):

أبوه: عبد مناف بن زهرة بن كلاب بن مرة بن كعب.
أمه: عاتكة بنت الأوقص السلمية (ليست من نسل مرة بن كعب).
- برة بنت عبد العزى (جدة النبي لأمه):

أبوها: عبد العزى بن عثمان بن عبد الدار بن قصي بن كلاب بن مرة بن كعب.
أمها: أم حبيب بنت أسد بن عبد العزى بن قصي بن كلاب بن مرة بن كعب.

## طالع كذلك
- العرب قبل الإسلام.

| سبقه كعب بن لؤي | نسب النبي محمد | تبعه كلاب بن مرة |